# Харнетт, Уильям
Уильям Харнетт или Уильям Майкл Харнетт (англ. William Harnett, англ. William Michael Harnett 10 августа, 1848 — 29 октября, 1892, Нью-Йорк) — американский художник ирландского происхождения, мастер натюрмортов.

## Жизнеописание
Уильям Харнетт родился в графстве Корк, Ирландия. Это был период картофельной катастрофы в стране, где жители выращивали и кормились картошкой. Монокультура в сельском хозяйстве обернулась катастрофой и так называемым картофельным голодом. В результате чего Харнетт и его семья эмигрировали в Соединённые Штаты и поселилась в городе Филадельфия.

## Художественное образование
В 1868 году Уильям Харнетт стал гражданином Соединённых Штатов. Зарабатывал на жизнь ремеслом гравёра. Вечерами посещал классы рисунка Пенсильванская академия изящных искусств, а затем продолжил собственное художественное образование в Нью-Йорке, где посещал известное заведение Юнион Купер и класс Национальной академии дизайна. Первый известный его натюрморт датирован 1874 годом.
Известно, что в период 1880—1886 гг. Уильям Гарнет посещал Германию и работал в городе Мюнхен.

## Последние годы
В последние годы жизни страдал ревматизмом. Это заставило его замедлить темп работы с живописью, но не отразилось на снижении качества в поздних произведениях. Уильям Харнетт умер в городе Нью-йорк в октябре 1892 года.

## Отношение к творческому достоянию

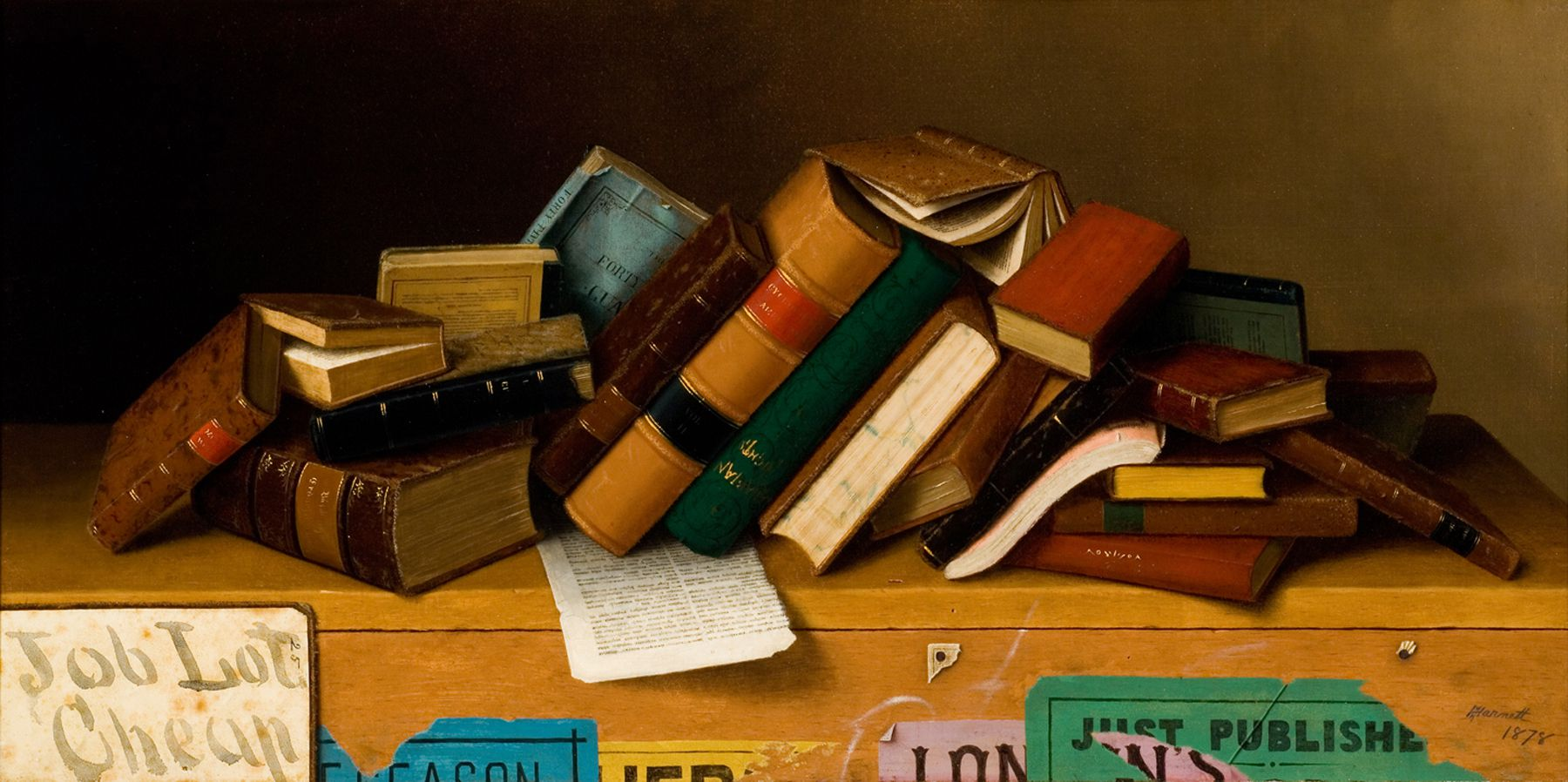
«Книги дешёвого лота», 1878 год.

Натюрморт не получил значительного распространения в живописи Соединённых Штатов в XIX веке ни как самостоятельный жанр, ни как важное приложение к распространённым тогда портретам.
Подкормки заинтересованности в создании натюрмортов идут разными путями: и как учебная студия, и как жанр, известный в Западной Европе (в Голландии XVII века, во Франции в XVIII и в XIX веке, в том числе у импрессионистов), и через приобретение картин западноевропейских художников богачами США и созданием ряда музеев в стране.
Кощунственная буржуазная критика США невысоко оценивала натюрморты Харнетта через изображение бытовых вещей и старых книг на дешёвых распродажах. Перевод названия одного из натюрмортов Харнетта можно подать как «Книги подешевлее» или «Книги дешёвого лота». Натюрморты Уильяма Харнетта не вызывали у буржуазной публики мыслей о благородном и значимом. Они также не годились для музеев искусства, а были достойны лишь для дешёвых кафе и столовых, возможно как декор и реклама в конторских помещениях и в бизнес-офисах. Бытовые и прозаические вещи натюрмортов художника вызвали ещё большие прозаические вкусы потребителей.
Положение дел изменилось в XX веке, когда натюрморт вернул себе позиции почтенного жанра искусства.
Работы Харнетта хранятся в Художественной галерее Олбрайт-Нокс, Чикагском институте искусств, Музее искусств Далласа, Художественном музее Цинциннати, Художественном музее Кливленда, Детройтском институте искусств, Музее изобразительных искусств Сан-Франциско, Гарвардском художественном музее, Художественном музее Гонолулу, Музее искусств округа Лос-Анджелес, Метрополитен-музее, Национальной галерее искусства, Национальной галерее Канады, Художественном музее Филадельфии, Художественном музее Сан-Диего, Музее Тиссена-Борнемисы и Художественном музее Уичито.

## Избранные произведения
- Натюрморт со скрипкой
- Букинистические книги
- Внимание, кампания!
- Табак и люлька
- Книги дешёвого лота, 1878 год.
- Музыка и литература
- Стол секретаря, 1879 год.
- Лобстер и газета «Фигаро»
- Натюрморт с бокалом и трубкой

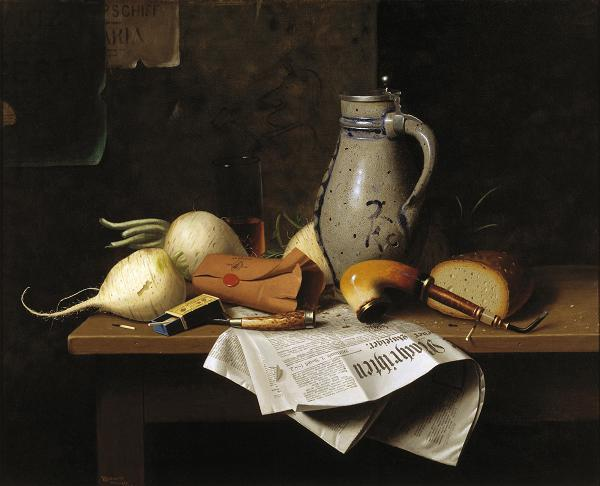
«Мюнхенский натюрморт с бокалом и дайконом», 1882 год

- Мюнхенский натюрморт с бокалом и дайконом, 1882 год
- Книги и бюст Данте, 1883 год
- Мирные вещи
- Каплун на воскресный обед, 1888 год
- Керамическая ваза, яблоки и виноград
- Вазы, фрукты и красная завеса
- Натюрморт с письмом к Томасу Кларку
- Роза прошлым летом
- После охоты, четыре варианта
- Все необходимое во время отдыха
- Натюрморт с книгами, скрипкой и подсвечником

## Галерея

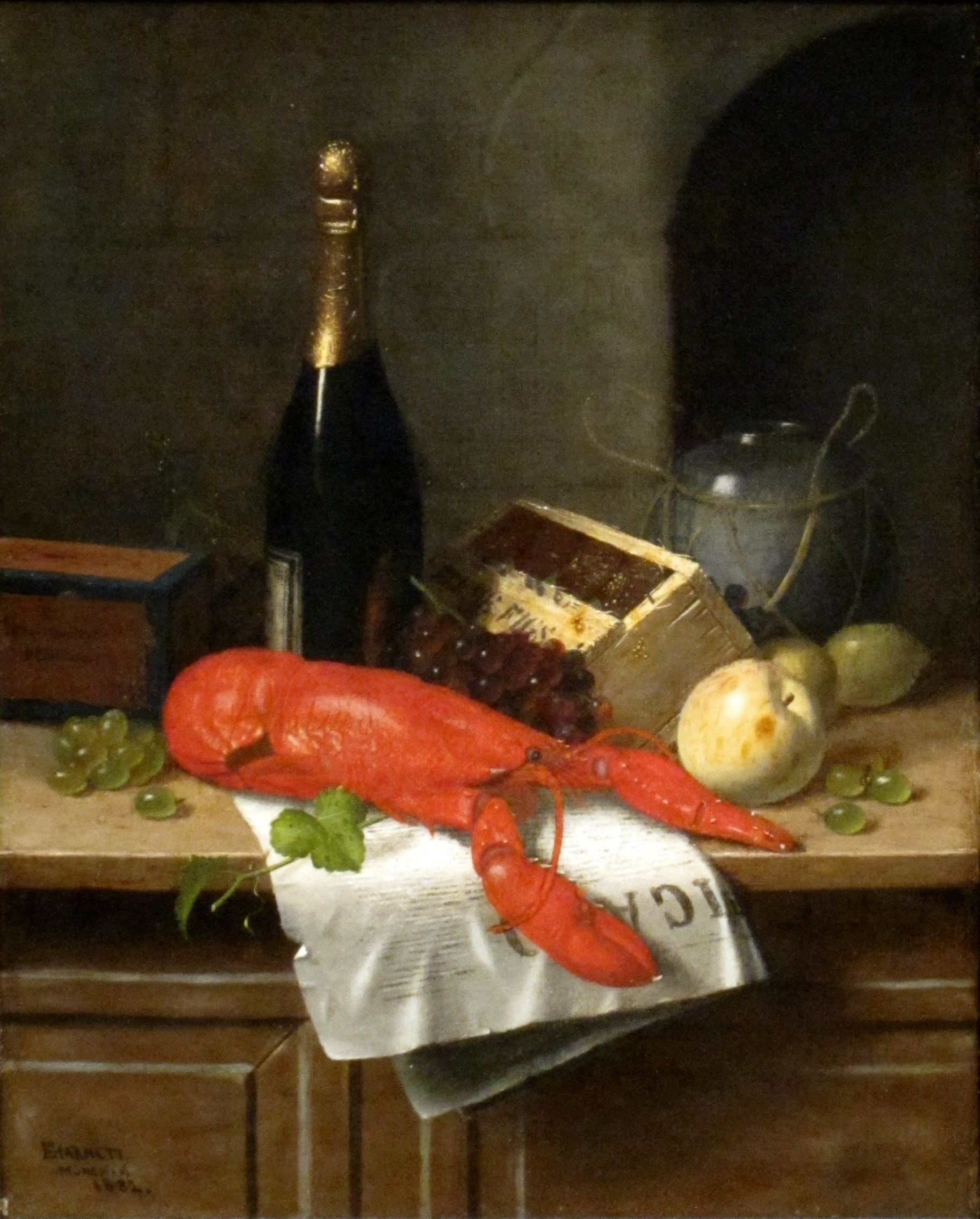
«Лобстер и газета „Фигаро“», 1882 год

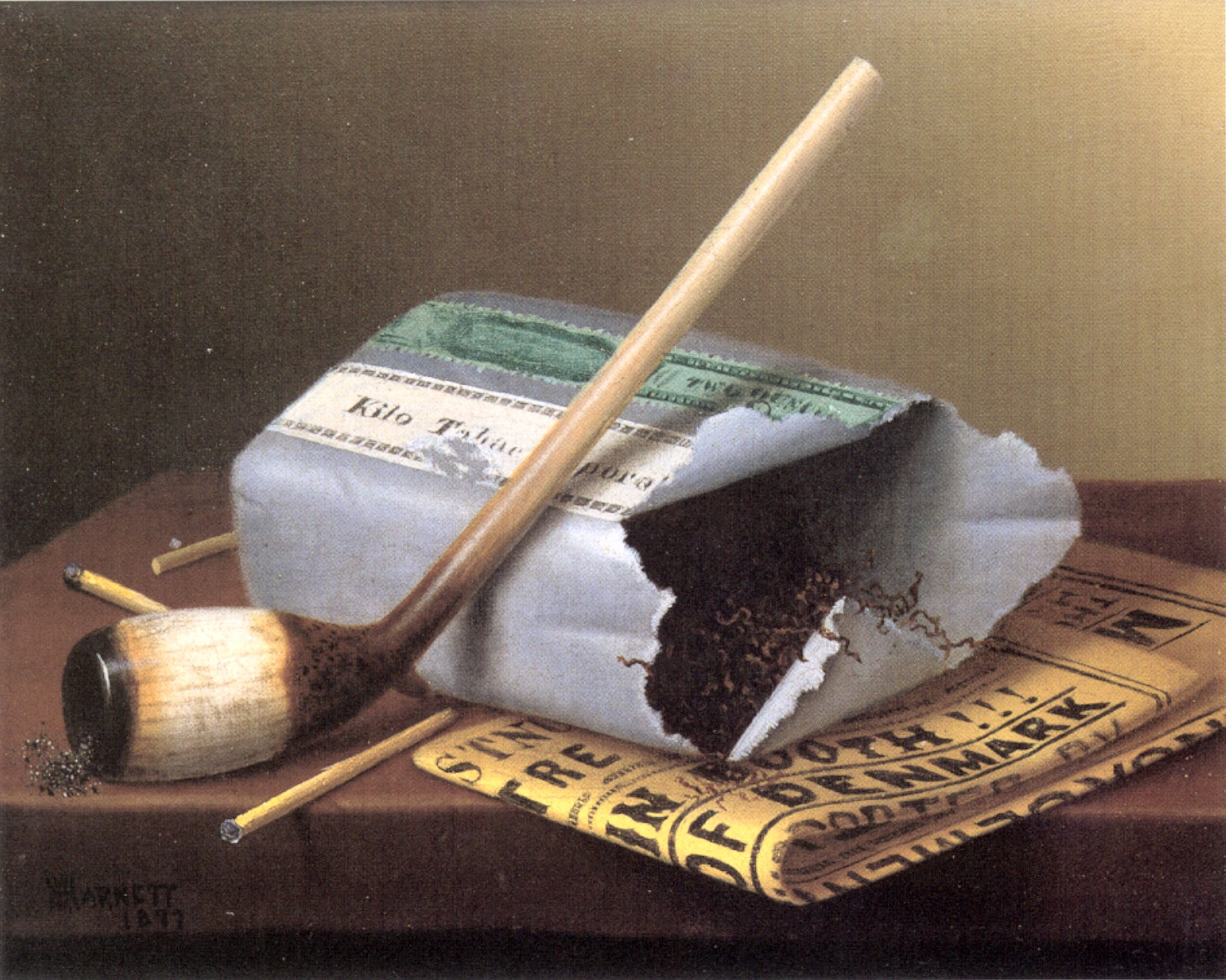
«За завесой дыма», 1877 год.
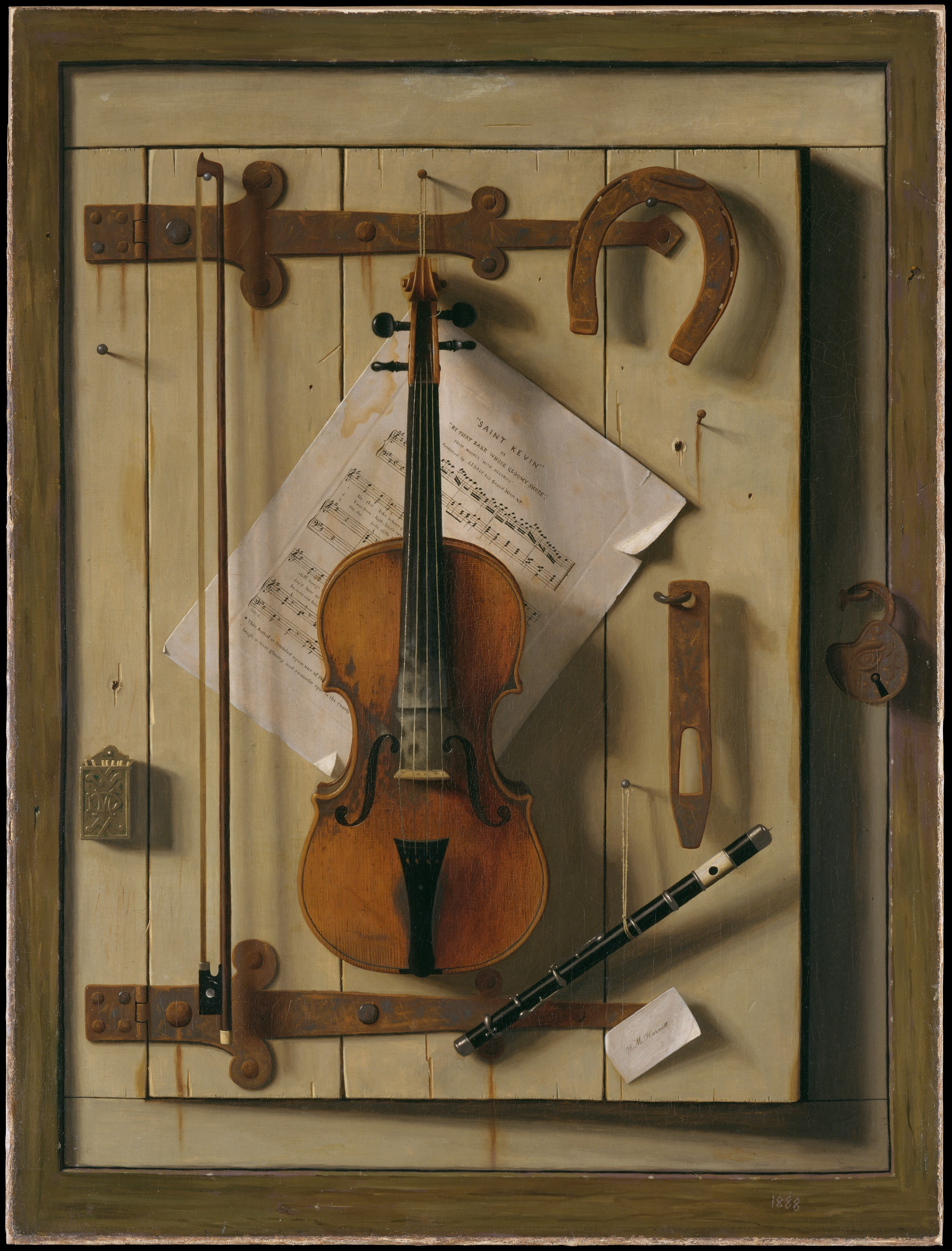
Уильям Харнетт. «Натюрморт со скрипкой», 1888 г.
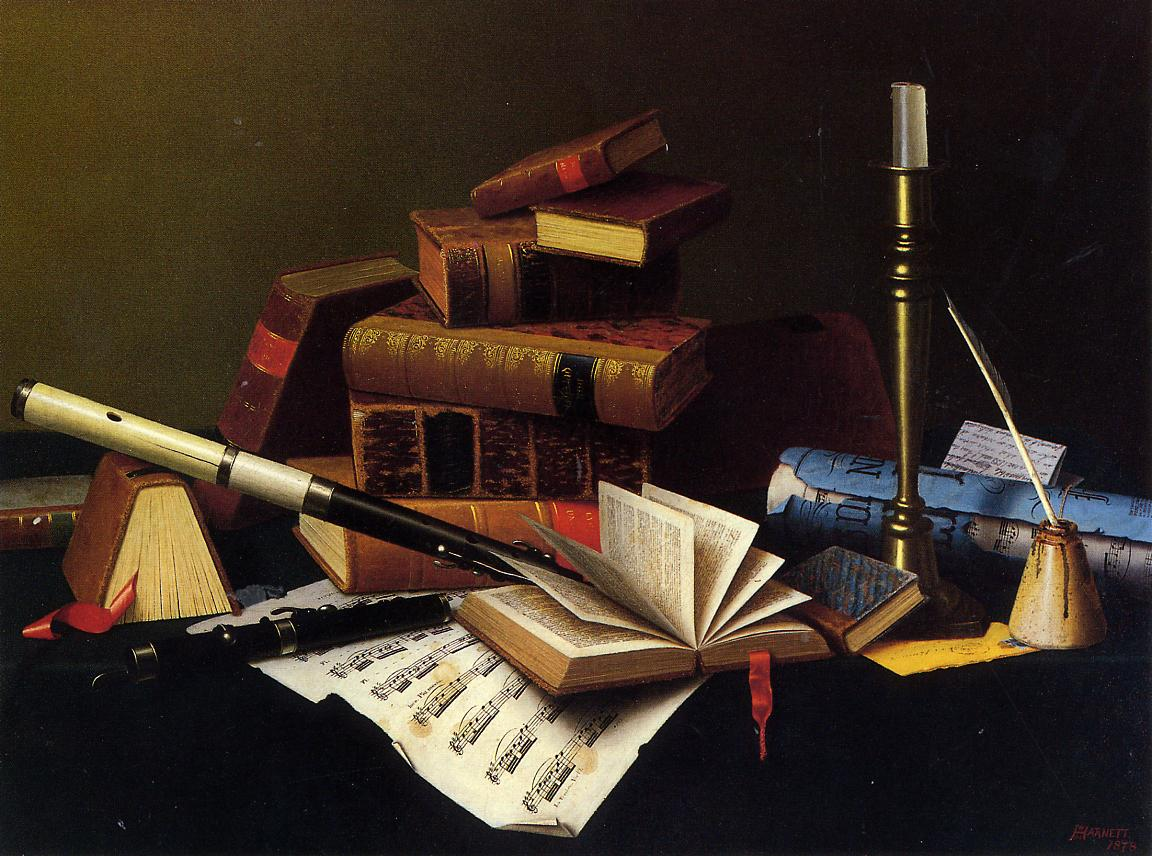
Уильям Харнетт. «Музыка и литература»,1878 г.
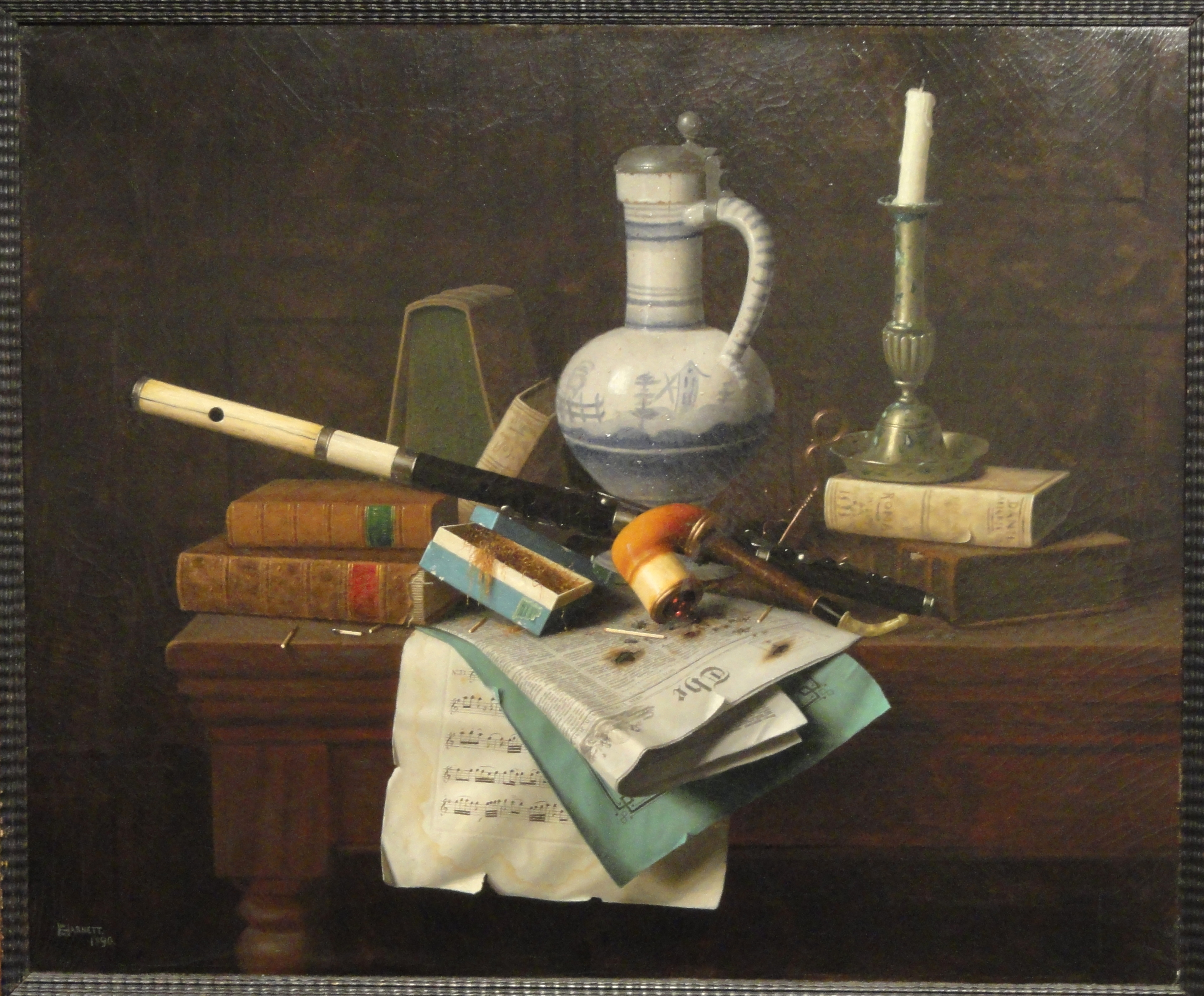
«Мирные вещи»
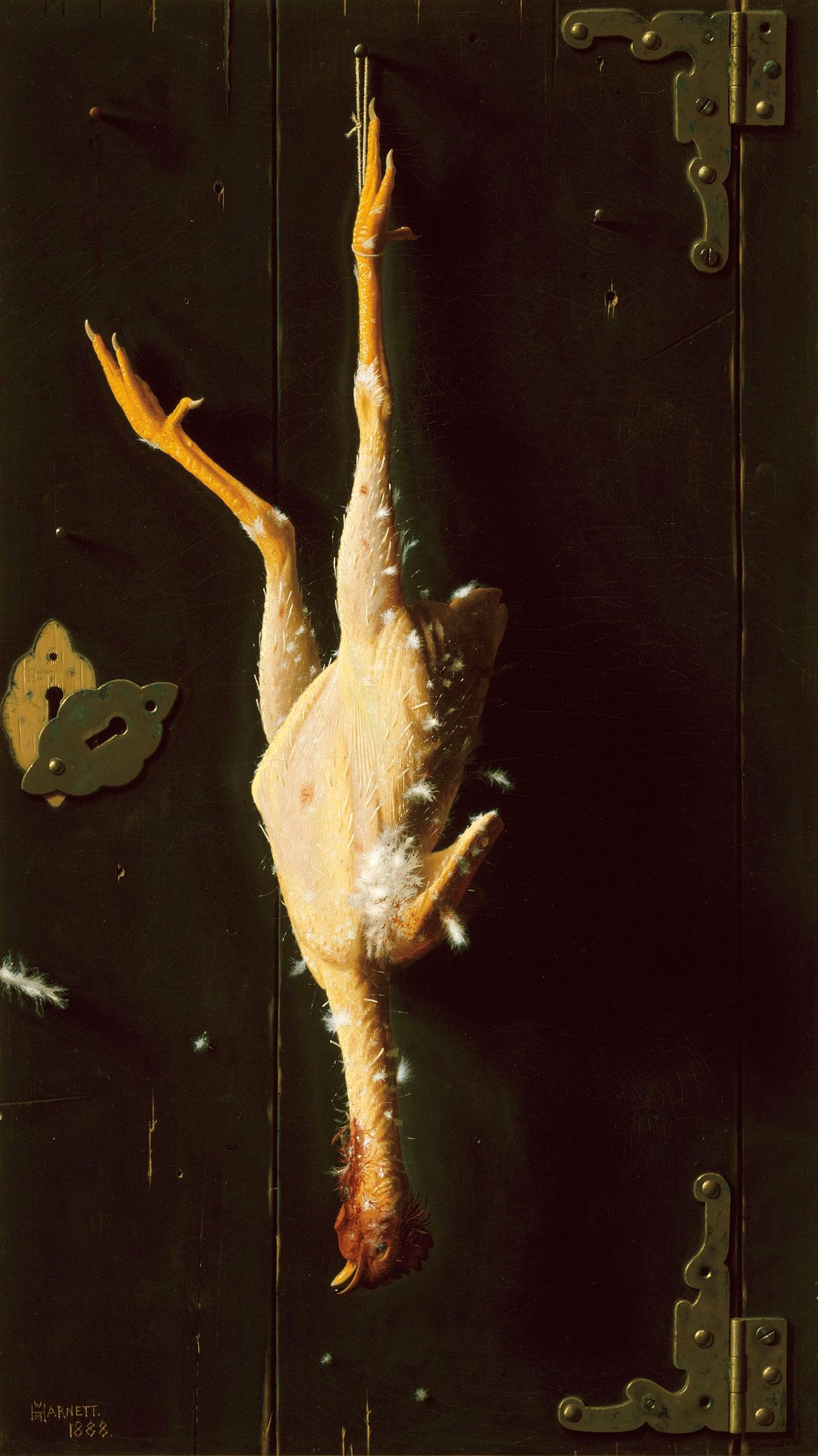
«Каплун на воскресный обед», 1888 год
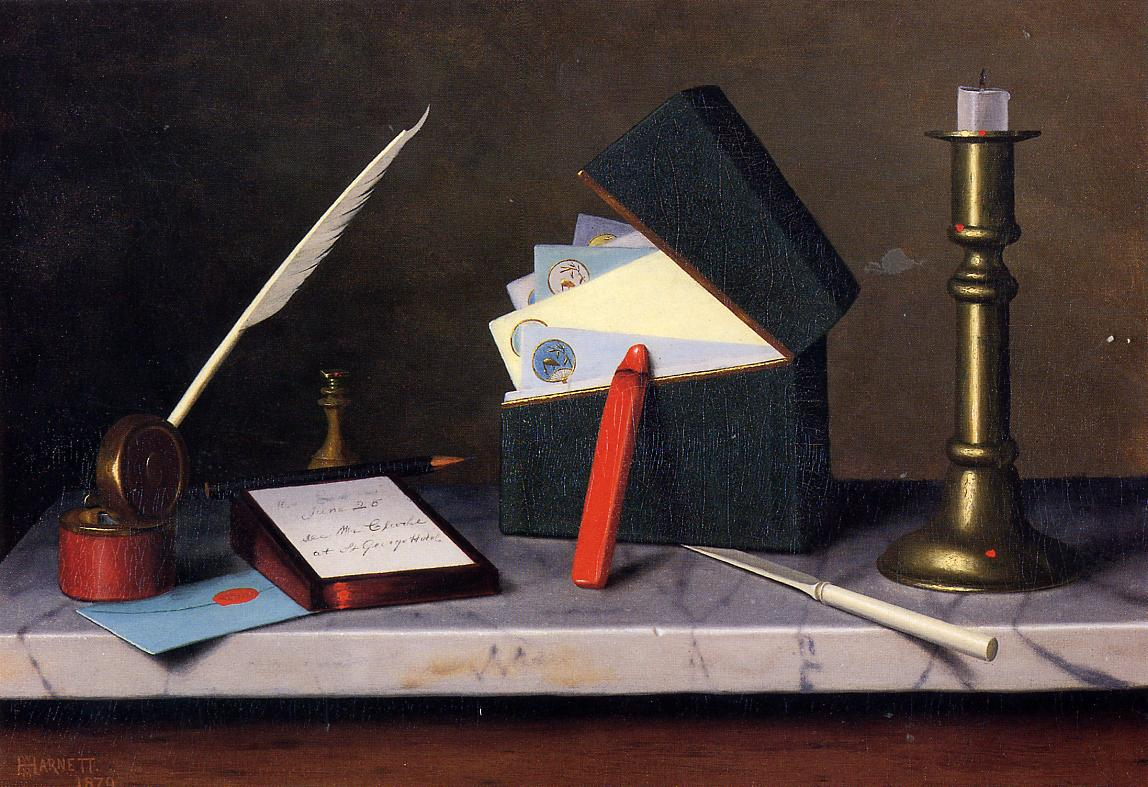
«Стол Секретаря», 1879 год.
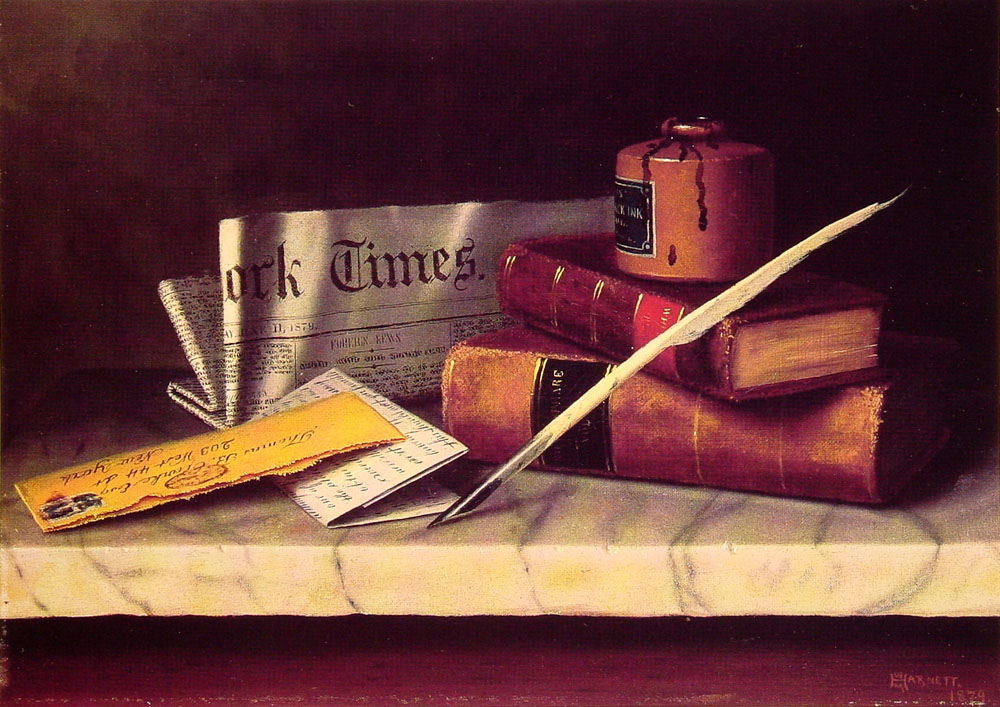
«Натюрморт с письмом к Томасу Кларку»
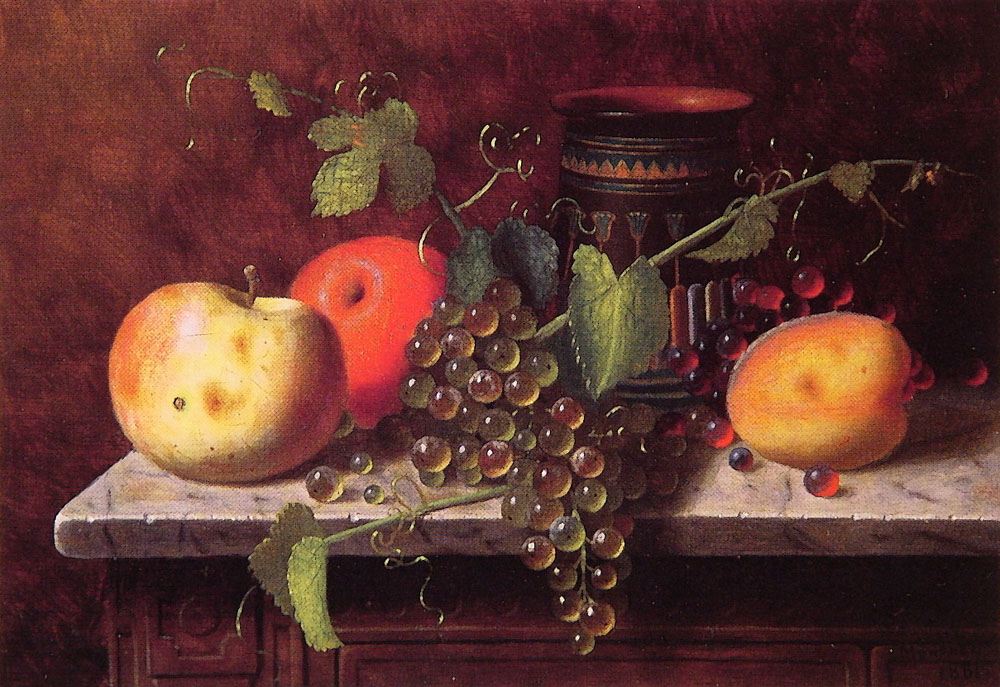
«Керамическая ваза, яблоки и виноград»
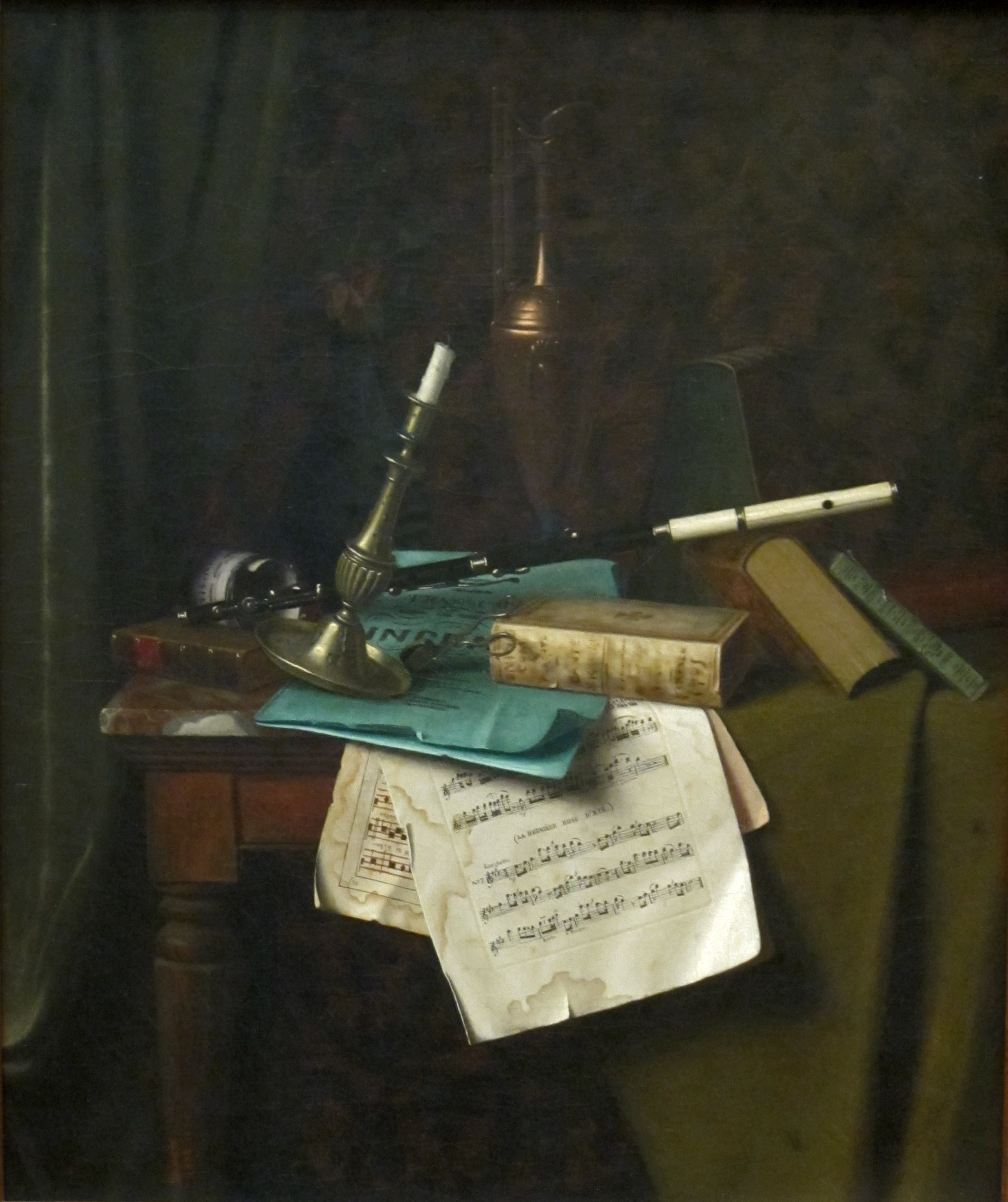
«Роза прошлым летом»